# Олішкі (Білостоцький повіт)
Олішкі (пол. Oliszki) — село в Польщі, у гміні Хорощ Білостоцького повіту Підляського воєводства.
Населення — 218 осіб (2011).
У 1975-1998 роках село належало до Білостоцького воєводства.

## Демографія
Демографічна структура станом на 31 березня 2011 року:
|          | Загалом | Допрацездатний вік | Працездатний вік | Постпрацездатний вік |
| -------- | ------- | ------------------ | ---------------- | -------------------- |
| Чоловіки | 116     | 27                 | 79               | 10                   |
| Жінки    | 102     | 21                 | 62               | 19                   |
| Разом    | 218     | 48                 | 141              | 29                   |